# Pseudonoorda brunneiflava
Pseudonoorda brunneiflava är en fjärilsart som beskrevs av Munroe 1974. Pseudonoorda brunneiflava ingår i släktet Pseudonoorda och familjen Crambidae. Inga underarter finns listade i Catalogue of Life.